# هربرت ميلفيل غيست
هربرت ميلفيل غيست (بالإنجليزية: Herbert Melville Guest)‏ هو كاتب جنوب أفريقي، ولد في 29 يناير 1853 في Kidderminster ‏ في المملكة المتحدة، وتوفي في 29 يونيو 1938.